# Taizō Saitō
Pour les articles homonymes, voir  Saitō.
Taizō Saitō (斎藤 耐三, Saitō Taizō), né vraisemblablement le 26 janvier 1907[réf. nécessaire] au Japon et mort à une date inconnue, est un costumier japonais.
Taizō Saitō est connu pour avoir été le costumier sur plusieurs films de Yasujirō Ozu, notamment sur le film Voyage à Tokyo (1953).

## Filmographie partielle

### Au cinéma
- 1936 : Le Fils unique (一人息子, Hitori musuko?) de Yasujirō Ozu
- 1937 : Qu'est-ce que la dame a oublié ? (淑女は何を忘れたか, Shukujo wa nani o wasureta ka?) de Yasujirō Ozu
- 1942 : Il était un père (父ありき, Chichi ariki?) de Yasujirō Ozu
- 1947 : Récit d'un propriétaire (長屋紳士録, Nagaya shinshiroku?) de Yasujirō Ozu
- 1947 : Le Bal de la famille Anjo (安城家の舞踏会, Anjō-ke no butōkai?) de Kōzaburō Yoshimura
- 1948 : Une poule dans le vent (風の中の牝鶏, Kaze no naka no mendori?) de Yasujirō Ozu
- 1951 : Enfance (en) (少年期, Shōnenki?) de Keisuke Kinoshita
- 1951 : Été précoce (麦秋, Bakushū?) de Yasujirō Ozu
- 1952 : Le Goût du riz au thé vert (お茶漬の味, Ochazuke no aji?) de Yasujirō Ozu
- 1952 : Karumen junjō su (en) (カルメン純情す, Karumen junjō su?) de Keisuke Kinoshita
- 1953 : Voyage à Tokyo (東京物語, Tōkyō monogatari?) de Yasujirō Ozu
- 1954 : Le Jardin des femmes (en) (女の園, Onna no sono?) de Keisuke Kinoshita
- 1959 : Tsukimisō (月見草?) de Kimio Iwaki
- 1960 : Contes cruels de la jeunesse (青春残酷物語, Seishun zankoku monogatari?) de Nagisa Ōshima
- 1962 : Notre mariage (私たちの結婚, Watakushi-tachi no kekkon?) de Masahiro Shinoda